# Robillardia
Robillardia is een geslacht van weekdieren uit de klasse van de Gastropoda (slakken).

## Soorten
- Robillardia cernica E. A. Smith, 1889
- Robillardia pisum (Habe, 1953)
- Robillardia solida Warén, 1980